# الکساندر واسیلیف
الکساندر واسیلیف (اوکراینی: Олександр Андрійович Васильєв؛ زادهٔ ۲۷ آوریل ۱۹۹۴) بازیکن فوتبال اهل اوکراین است.
از باشگاه‌هایی که در آن بازی کرده‌است می‌توان به باشگاه فوتبال مینسک، باشگاه فوتبال دنیپرو، باشگاه فوتبال آرسنال کی‌یف، باشگاه فوتبال دینامو کی‌یف، و باشگاه فوتبال گومل اشاره کرد.
وی همچنین در تیم‌های ملی فوتبال Ukraine national under-17 football team, Ukraine national under-18 football team, Ukraine national under-19 football team، و زیر ۲۱ سال اوکراین بازی کرده‌است.